# Parafia św. Marii Magdaleny w Koziegłowach
Parafia Świętej Marii Magdaleny – rzymskokatolicka parafia znajdująca się w Koziegłowach. Parafia należy do dekanatu Koziegłowy i archidiecezji częstochowskiej. Została utworzona w 1402 r.

## Proboszczowie
- ks. Robert Nemś [3]
- ks. Daniel Kusa (2024– )[4]